# Lycoriella freyi
Lycoriella freyi is een muggensoort uit de familie van de rouwmuggen (Sciaridae). De wetenschappelijke naam van de soort is voor het eerst geldig gepubliceerd in 1960 door Tuomikoski.